# Фернанда Ліма
Фернанда Кама Перейра Ліма (порт. Fernanda Cama Pereira Lima; нар. 25 червня 1977) — бразилійська модель, акторка, телеведуча та підприємиця.

## Біографія
Кар'єру моделі почала у 14 років в Японії, проживши там 4 місяці. У 1999 році стала ведучою бразильського каналу MTV, пропрацювала на каналі до 2003 року. У різний час брала участь у показах і рекламних акціях компаній і брендів: Telecom Italia, A camisa do Brasil, Antarctica, Maria Valentina, Havaianas, Scala Lingerie, Brahma, Grendha, Versace, L'Oréal, Vogue, Ellus, Killer Loop та інших.
З 2002 року знімається в кіно, першою картиною став телевізійний серіал «Бажання жінки» (порт. Desejos de Mulher), в 2003 році знялася в першому художньому фільмі «Застряг у тобі». З 2003 року чергує зйомки в художніх фільмах зі зйомками в телевізійних серіалах.
18 квітня 2008 народила близнюків від цивільного шлюбу з бразильським актором Родріго Гіберті (Rodrigo Hilbert) — Жуан і Франциско.
В грудні 2013 була ведучою церемонії жеребкування чемпіонату світу з футболу 2014 року в Бразилії.

## Фільмографія
- 2002: Бажання жінки / Desejos de Mulher (серіал)
- 2003: Застряг у тобі / Stuck on You
- 2004: Didi Quer Ser Criança
- 2004: A Dona da História
- 2005–2006: Bang Bang (серіал)
- 2006: Casas Brancas
- 2006–2007: Pé na Jaca (серіал)
- 2008: Maria Ninguém
- 2009: Flordelis: Basta Uma Palavra Para Mudar
- 2009–2013: Amor & Sexo (серіал)